# Mulciber plagiatus
Mulciber plagiatus là một loài bọ cánh cứng trong họ Cerambycidae.